# Nepostojano a
Nepostojani a glasovna je promjena gdje se samoglasnik a u nekim riječima i oblicima riječi gubi, a opet se u drugim oblicima istih riječi pojavljuje.

## Primjeri nepostojanoga
Nepostojano a najčešće se javlja u ovim primjerima:
- nominativ množine nekih imenica muškog roda:

borac – borci, momak – momci
- genitiv jednine nekih imenica muškog roda

nominativ: borac – genitiv: borca – genitiv množine: boraca;
nominativ momak – genitiv: momka – genitiv množine: momaka
- genitiv množine nekih imenica ženskog roda

nominativ množine: daske – genitiv množine: dasaka, sestre – sestara,  bačve – bačava
- nominativ jednine muškog roda pridjeva i zamjenica u neodređenom obliku:

neodređen: dobar – određen dobri, mrtav – mrtvi, sitan – sitni
- nominativ muškog roda nekih zamjenica

sav (sva, sve), ikakav, nikakav, takav, kakav
- dativ i instrumental množine nekih imenica muškog roda:

nominativ jednine: vijak – dativ i instrumental množine: vijcima
- instrumental nekih imenica muškog roda:

nominativ: doručak – instrumental: doručkom

## Odstupanja
Ova se glasovna promjena ne događa u stranim riječima koje su prihvaćene u hrvatskom jeziku:
manijak – manijaci